# St. Matthäus (Ingolstadt)

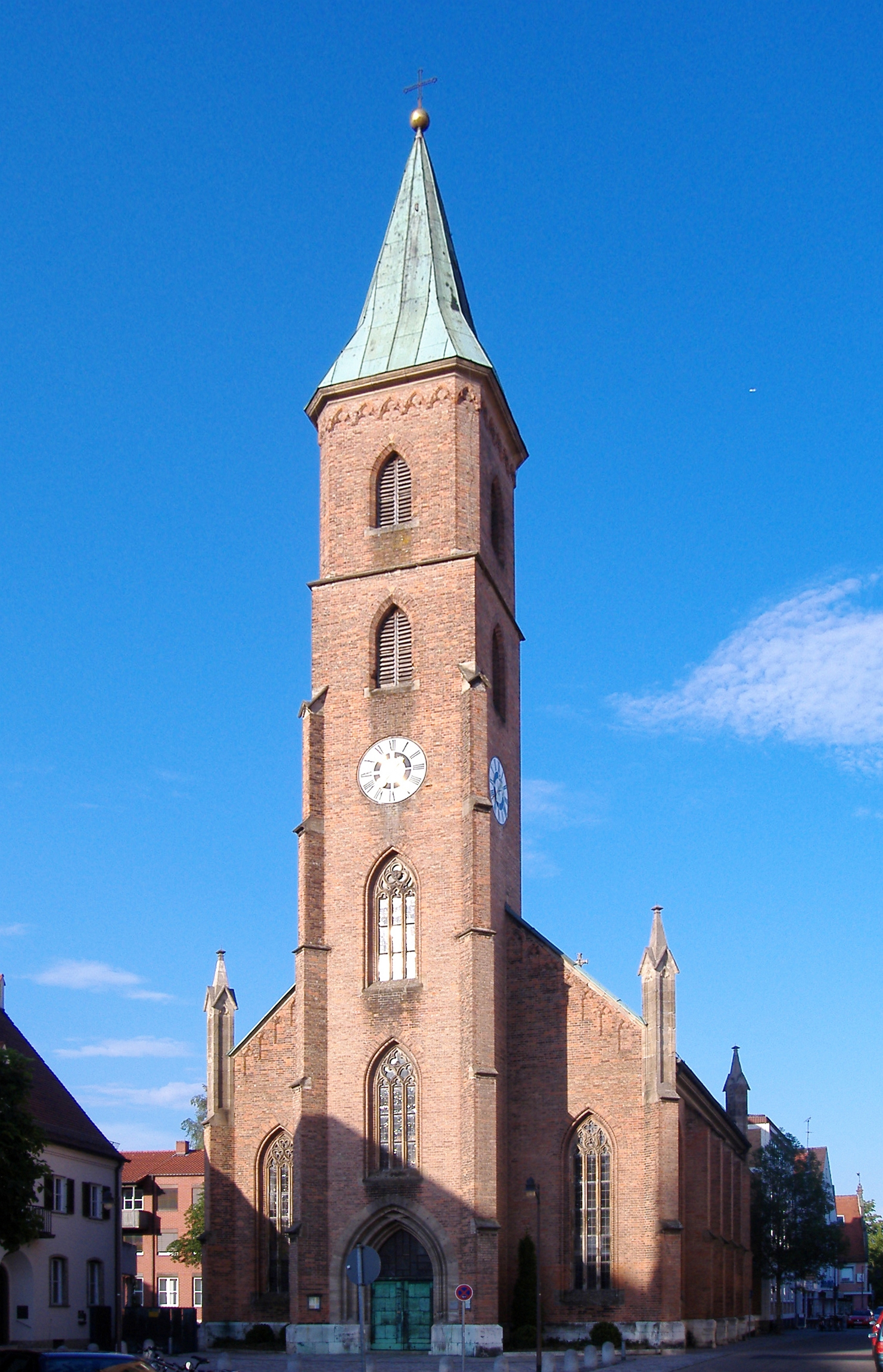
St. Matthäus

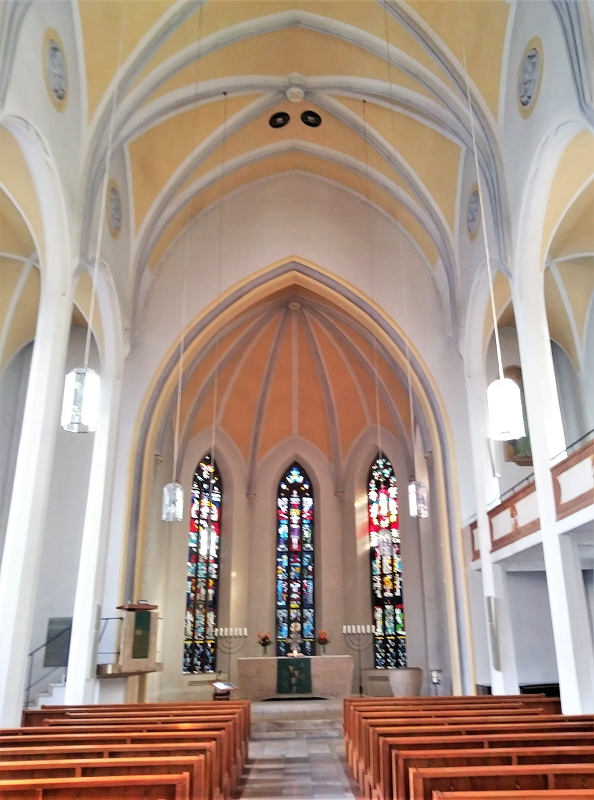
Innenansicht

St. Matthäus in Ingolstadt ist ein evangelischer Sakralbau. Die Kirche ist die erste protestantische Pfarrkirche in Ingolstadt und wurde im neugotischen Stil errichtet.

## Geschichte
Evangelische Christen lebten schon seit dem ausgehenden 18. Jahrhundert in Ingolstadt. 1823 wurde einen evangelische Gemeinde gegründet. Nach 20 Jahren Gastfreundschaft in der Konvikt-Kaserne und durch den permanenten Anstieg der Gemeindeglieder entstand der Wunsch, ein eigenes, ausreichend großes Kirchengebäude zur Verfügung zu haben. Die Gemeinde erwarb daraufhin Grundstücke in der Schrannenstraße.
Die Kirche wurde von Carl Alexander Heideloff entworfen. Am 1. Juni 1845 fand die Grundsteinlegung statt. Die Einweihung der Protestantischen Stadtpfarrkirche fand am 15. November 1846 statt. Ihren heutigen Namen erhielt die Matthäuskirche 1955, als mit der Lukaskirche eine zweite evangelische Kirche im Osten der Stadt errichtet wurde.
Bei der Umgestaltung des Kirchenraums durch Olaf Andreas Gulbransson von 1959 bis 1961 wurde das alte Altarkreuz im Eingangsbereich platziert. 1960 wurden die neuen Chorfenster von Arno Bromberger (Kunstakademie München) eingebaut. Zwei geschmiedete, siebenarmige Leuchter flankieren beidseitig den Altar. Die gegossene Kanzel wurde in Anlehnung an den Altar aus einem tuffähnlichen Kunststein gefertigt. Die gesamte Raum wurde einheitlich mit einer hellen Farbe versehen und erhielt schlichte Kirchenbänke. Die Türe an der südlichen Längswand wurde zugemauert, die Empore auf der Nordseite abgebrochen und die Fensteröffnungen in diesem Bereich nach unten erweitert. Vom örtlichen Maler Johannes Eppelein stammten die Wandgemälde Moses mit den Gesetzestafeln, der Triumphbogen mit den fliegenden Engeln und der Prophet Jesaja an der rechten Emporenwand. Jedoch befindet sich heute nur noch das Wandgemälde Jesaja in der Kirche.
Unter Hugo Distler wurde sie 1985 abermals renoviert. Diesmal überwiegen ockerfarbene Töne an der Raumschale. Distler fertigte auch 1994 die fünf allegorischen Medaillons an der Brüstung der Empore.

## Architektur
Der dreischiffige, geostete Bau mit eingezogenem Polygonalchor, angefügter Sakristei und markantem westlichen Spitzturm in zeittypischer Backsteinarchitektur ist ortsbildprägend für die Plätze um die Schrannenstraße und den Holzmarkt. Einmalig für Bayern dürfte das Zusammentreffen von originaler neugotischer Außenarchitektur und moderner Innenraumgestaltung gelten.
Der Kirchenbau wurde auf einem Sockel aus weißen Kalksteinquadern mit Ziegelsteinen errichtet. Für die Pfeiler und die Deckenkonstruktion wurde Holz verwendet.

## Orgel

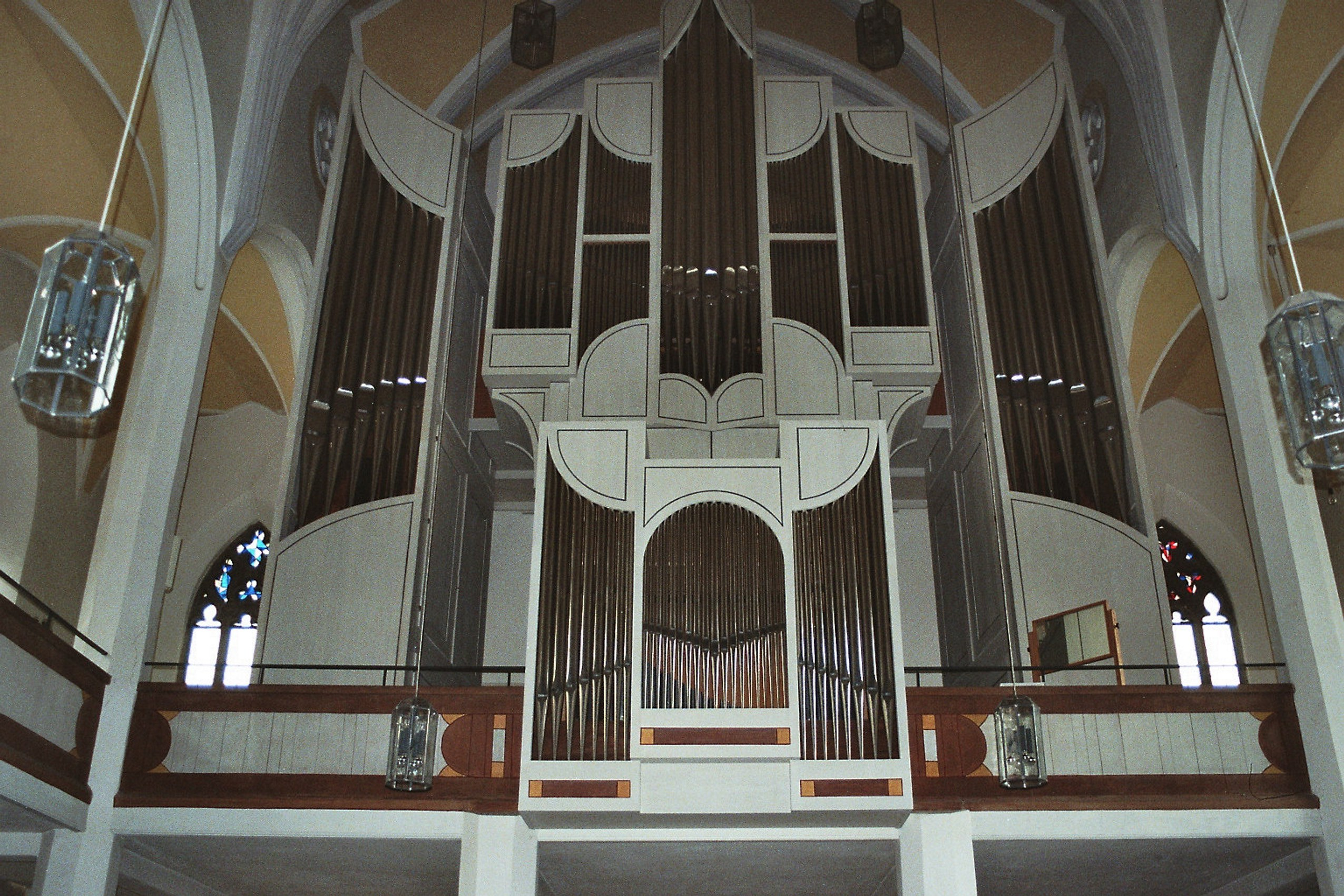
Prospekt mit Rückpositiv der Kern-Orgel

1869 erbaute die Firma Steinmeyer als Opus 89 eine zweimanualige, 16-registrige Orgel, welche Anfang der 1960er Jahre durch eine zeitgemäßes Instrument von der Firma Eisenbarth ersetzt wurde.
Die heutige Orgel wurde 1994 von Gaston Kern im französischen Stil erbaut. Das rein mechanische Schleifladen-Instrument umfasst 36 Register auf drei Manualen und Pedal. Die Disposition lautet wie folgt:
| I Positif de dos C–f3 |                 |        |
| 1.                    | Bourdon         | 08′    |
| 2.                    | Montre          | 04′    |
| 3.                    | Flûte           | 04′    |
| 4.                    | Octave          | 02′    |
| 5.                    | Larigot         | 01 ⁄3′ |
| 6.                    | Sesquialtera II |        |
| 7.                    | Cymbale IV      |        |
| 8.                    | Cromorne        | 08′    |
|                       | Tremblant       |        |

| II Grand-Orgue C–f3 |                    |     |
| 9.                  | Bourdon            | 16′ |
| 10.                 | Montre             | 08′ |
| 11.                 | Bourdon à cheminée | 08′ |
| 12.                 | Prestant           | 04′ |
| 13.                 | Flûte              | 04′ |
| 14.                 | Doublette          | 02′ |
| 15.                 | Fourniture V       |     |
| 16.                 | Cornet V (ab c1)   |     |
| 17.                 | Trompette          | 08′ |
|                     | Tremblant          |     |

| III Récit expressif C–f3 |                      |         |
| 18.                      | Bourdon              | 16′     |
| 19.                      | Flûte en bois        | 08′     |
| 20.                      | Gambe                | 08′     |
| 21.                      | Unda maris           | 08′     |
| 22.                      | Principal            | 04′     |
| 23.                      | Flûte                | 04′     |
| 24.                      | Nasard               | 02 ⁄3′  |
| 25.                      | Flageolet            | 02′     |
| 26.                      | Tierce               | 01 3⁄5′ |
| 27.                      | Mixture II–IV        |         |
| 28.                      | Trompette harmonique | 08′     |
| 29.                      | Basson-Hautbois      | 08′     |
|                          | Tremblant            |         |

| Pédale C–f1 |           |     |
| 30.         | Principal | 16′ |
| 31.         | Soubasse  | 16′ |
| 32.         | Flûte     | 08′ |
| 33.         | Gemshorn  | 08′ |
| 34.         | Octave    | 04′ |
| 35.         | Posaune   | 16′ |
| 36.         | Trompette | 08′ |

- Koppeln  I/II, III/I, III/II, I/P, II/P, III/P

## Glocken
Beim Geläut handelt es sich um ein 4-stimmiges ausgefülltes d-Moll-Geläute in der Tonfolge d1, f1, g1 und a1. Die große Glocke wurde 1871 von Eduard Becker in Ingolstadt gegossen, die drei kleineren fertigte Karl Czudnochowsky in Erding im Jahr 1958.